# Angelo Tansini
Angelo Tansini (Piacenza, 25 febbraio 1926 – 25 novembre 1994) è stato un politico italiano.
Esponente del Partito Socialista Democratico Italiano, è stato senatore (1968-1972), deputato, subentrato a Giuseppe Amadei (1987), e sindaco di Piacenza (1985-1990). Dal gennaio 1969 al dicembre 1972 è stato inoltre membro sostituto dell'Assemblea parlamentare del Consiglio d'Europa.